# Rogownictwo
Rogownictwo (także: rogowiarstwo, rogodziejstwo) - rzemiosło polegające na obróbce rogu.

## Etymologia
Źródeł tego słowa można szukać zarówno wśród surowca, w którym rogownik (rogodziej, rzadziej używane – rogowiarz) pracuje, lub efektów jego pracy. W pierwszym przypadku chodzi o wykonywanie różnych przedmiotów z pochew rogowych (nazywanych powszechnie "rogami" lub "rogiem") będących stwardniałym wytworem naskórka (występuje m.in. u bydła, kóz). W drugim przypadku – o wyroby, którymi są naczynia – "rogi do picia" i instrumenty muzyczne – "rogi do grania". Do tej grupy można zaliczyć także kubki i kufle z rogu.

## Specjalizacje
Rogownictwo można podzielić na kilka dziedzin:
- grzebiennictwo - produkcja grzebieni rogowych, ornamentowanych motywami geometrycznymi lub zwierzęcymi.[1]
- tokarstwo - produkcja kostek i znaczków do gier (takich jak szachy czy warcaby), guzików, itp.[1]
- inne specjalności, wytwarzające między innymi rękojeści narzędzi żelaznych, okucia pochewek, sprzączki, jelce i gałki mieczów żelaznych, okucia siodeł, kołczanów, ozdobne zakończenia łuków, rylce do pisania, naczynia, igielniki, rzeźby i płaskorzeźby itd.[1]

Rogownictwo uprawiano także amatorsko, w warunkach domowych, prostymi i łatwo dostępnymi narzędziami, w celu wyrobu prostych przedmiotów, takich jak łyżwy, szydła czy gładziki.

## Narzędzia rogowników
Rogownicy posługiwali się skomplikowanym zestawem narzędzi, takimi jak:
- piłki,
- rylce,
- świdry,
- imadła,
- cyrkle,
- tokarki.

Stosowano też różne sposoby zmiękczania surowca, np. przy użyciu kwasów roślinnych.

## Rogownictwo u Słowian
Obróbka rogu to rodzaj rzemiosła zaobserwowany u Słowian już w okresie rzymskim. Jego szczególny rozwój nastąpił we wczesnym średniowieczu. Ślady rogownictwa w postaci resztek pracowni lub gotowych wyrobów są odkrywane przez archeologów w niemal każdym ośrodku wczesnomiejskim, szczególnie u Słowian zachodnich i wschodnich.